# لوراكاربيف
لوراكاربيف Loracarbef  هو مضاد حيوي. توقف استخدامه في عام 2006. وهو كارباسيفيم، ولكن في بعض الأحيان يتم تصنيفه مع الجيل الثاني من السيفالوسبورين. تم تسويقه بالتجارة تحت اسم Lorabid. هو مماثل "carba" اصطناعي للسيفاكلور، وهو أكثر استقرارا كيميائيا.
تم ترخيصه من قبل إدارة الغذاء والدواء في عام 1991.

## الجرعة الدوائية
اللُّوراكاربيف Loracarbef هو مضادٌّ حَيَوي من فِئة السِّيفالوسبورينات cephalosporins.
يُعطى هذا الدَّواءُ في حالاتٍ مختلفة وبجرعاتٍ مختلفة:
- ففي التهاب القصبات عندَ البالغين يُعطى بمقدار 200-400 ملغ عن طريق الفم كلَّ 12 ساعة لمدَّة أسبوع؛
- وفي التهاب المَثانَة بمقدار 200 ملغ عن طريق الفم كلَّ 24 ساعة لمدَّة أسبوع؛
- وفي الالتهاب الرئوي الخفيف والمتوسِّط بمقدار 400 ملغ عن طريق الفم كلَّ 12 ساعة لمدَّة 14 يوماً؛
- وفي التهابِ الحويضَة الكلويَّة بمقدار 400 ملغ عن طريق الفم كلَّ 12 ساعة لمدَّة 14 يوماً؛
- وفي التهابِ الجُيُوب الأنفية بمقدار 400 ملغ عن طريق الفم كلَّ 12 ساعة لمدَّة 10 أيَّام.
- كما يُعطى للأطفال بجرعاتٍ تتراوح ما بين 7.5-15 ملغ/كغ عن طريق الفم كلَّ 12 ساعة حسب العمر والحالة.

## آلية عمل الدواء
يَعمَل عن طريق منع الجَراثيم من إنتاج البروتينات التي تعدُّ ضرورية لها؛ فمن دون هذه البروتينات، لا يمكن أن تنمو الجَراثيم، وبذلك يتوقَّف انتشارُ العدوى، وتَموت الجَراثيمُ المتبقِّية في نهايةِ المطاف أو تُقتَل من قبلَ الجهاز المناعي للجسم.

## الآثار الجانبية
الإسهال هو الأثر الجانبي الأكثر شيوعا لللوراكاربيف. وعلى نحو أكثر تواترا يتم تحري الآثار الجانبية لدى الأطفال دون سن الثانية عشرة.
تشمل الآثار الجانبية أيضا: الحمى, التهاب الحلق، آلام المفاصل شديد, طفح جلدي.

## التخزين
- تُحفَظ الكبسولاتُ في درجة حرارة الغرفة.
- يُحفَظ الشَّرابُ «المعلَّق» في الثلاَّجة، مع التخلُّص من أيِّ جُزء من الدَّواء غير المستعمَل، وذلك بعدَ أسبوعين من بداية تناوله.